# Agladrillia flucticulus
Agladrillia flucticulus é uma espécie de gastrópode do gênero Agladrillia, pertencente a família Drilliidae.